# Poppi
Poppi – miejscowość i gmina we Włoszech, w regionie Toskania, w prowincji Arezzo.
Według danych na styczeń 2009 gminę zamieszkiwały 6314 osoby przy gęstości zaludnienia 65,1 os./1 km².

## Miasta partnerskie
- Ax-les-Thermes
- Palafolls